# Coppa dell'Imperatore 1962
La Coppa dell'Imperatore 1962 è stata la quarantaduesima edizione della coppa nazionale giapponese di calcio.

## Formula
Viene confermata formula degli incontri a eliminazione diretta, con sedici squadre ai nastri di partenza. Nel caso in cui la situazione di parità perduri oltre i tempi supplementari, si ricorre al sorteggio tramite moneta.

## Date
Tutti gli incontri si sono disputati a Kyoto
| Turno            | Data          |               |
| ---------------- | ------------- | ------------- |
| Primo turno      | 3 maggio 1962 |               |
| Quarti di finale | 4 maggio 1962 |               |
| Semifinali       | 5 maggio 1962 |               |
| Finali           | 6 maggio 1962 | 6 maggio 1962 |

## Squadre partecipanti
- All Mitsubishi (Kantō)
- Chūō Daigaku (Kantō)
- Furukawa Electric (detentore della manifestazione)
- Hokuyo Lumber Ind. (Hokkaidō)
- Kansai Daigaku (Kansai)
- Kwansei Gakuin Daigaku (Kansai)
- Kyoto Shiko (qualificato come squadra della città ospitante il torneo)
- Meiji Daigaku (Kantō)

- Osaka Club (Kansai)
- Shida Soccer (Tokai)
- Teijin Matsuyama (Shikoku)
- Tohoku University (Tohoku)
- Toyama Club (Hokuriku)
- Toyo Kogyo (Chūgoku)
- Waseda Daigaku (Kantō)
- Nippon Steel (Kyūshū)

## Risultati

### Primo turno
| Squadra 1              | Risultato      | Squadra 2         |
| ---------------------- | -------------- | ----------------- |
| Shida Soccer           | 2 - 3 (d.t.s.) | Osaka Club        |
| Hokuyo Lumber Ind.     | 0 - 7          | Chūō Daigaku      |
| Waseda Daigaku         | 5 - 1          | Kyoto Shiko       |
| Toyo Kogyo             | 2 - 0          | All Mitsubishi    |
| Kwansei Gakuin Daigaku | 2 - 0          | Toyama Club       |
| Furukawa Electric      | 2 - 0          | Tohoku University |
| Nippon Steel           | 2 - 1          | Kansai Daigaku    |
| Meiji Daigaku          | 5 - 1          | Teijin Matsuyama  |

### Quarti di finale
| Squadra 1              | Risultato | Squadra 2         |
| ---------------------- | --------- | ----------------- |
| Osaka Club             | 0 - 2     | Chūō Daigaku      |
| Waseda Daigaku         | 0 - 1     | Toyo Kogyo        |
| Kwansei Gakuin Daigaku | 0 - 7     | Furukawa Electric |
| Nippon Steel           | 2 - 1     | Meiji Daigaku     |

### Semifinali
| Squadra 1         | Risultato      | Squadra 2    |
| ----------------- | -------------- | ------------ |
| Toyo Kogyo        | 0 - 1          | Chūō Daigaku |
| Furukawa Electric | 3 - 2 (d.t.s.) | Nippon Steel |

### Finale per il primo posto
| Kyoto 6 maggio 1962 | Chūō University | 2 – 1 | Furukawa Electric |  |

### Finale per il terzo posto
| Kyoto 6 maggio 1962 | Toyo Kogyo | 2 – 0 | Yawata Steel |  |